# باستان‌بادبان‌انگشت
باستان‌بادبان‌انگشت(نام علمی: Archaeoistiodactylus) نام یک سرده از راسته پتروسور است.